# Diploderma
Diploderma ist eine asiatische Echsengattung aus der Familie der Agamen (Agamidae), die im zentralen und südlichen China, im nördlichen Vietnam, auf Taiwan, den südjapanischen Ryūkyū-Inseln, im äußersten Norden von Laos und Thailand und im nördlichen und zentralen Myanmar vorkommt.

## Merkmale
Diploderma-Arten sind typische Agamen der Unterfamilie Draconinae mit einem leicht abgeflachten Körper, einem Rückenkamm, Rückenschuppen unterschiedlicher Größe und Form, einem kleinen Kehlsack und einem langen, seitlich leicht abgeflachten Schwanz. Präanalporen und Femoralporen fehlen. Von anderen, nah verwandten Agamengattungen unterscheidet sich Diploderma durch die im Folgenden aufgeführten morphologischen Eigenschaften. Die seitlich am Kopf gelegenen Schuppen sind gekielt. Die Schuppen, die den Nacken- und Rückenkamm bilden, sind relativ kurz und dick und nicht stachelartig verlängert. Postorbitale Stacheln und Stacheln am Hinterkopf fehlen. V-förmige, aus vergrößerten Kielschuppen bestehende Grate entlang der Mittellinie des Rückens sind nur bei einer Art vorhanden (D. swinhonis). Die Kehlschuppen sind größtenteils gleich groß. Die Schuppen an den Seiten der Kiefer sind ungleich groß.

## Arten
Zur Gattung Diploderma zählen alle Agamenarten der Unterfamilie Draconinae, die näher mit Diploderma polygonatum (Typusart der Gattung) verwandt sind, als mit Pseudocalotes tymanistriga oder Acanthosaura lepidogaster.
Es gibt 46 Arten:

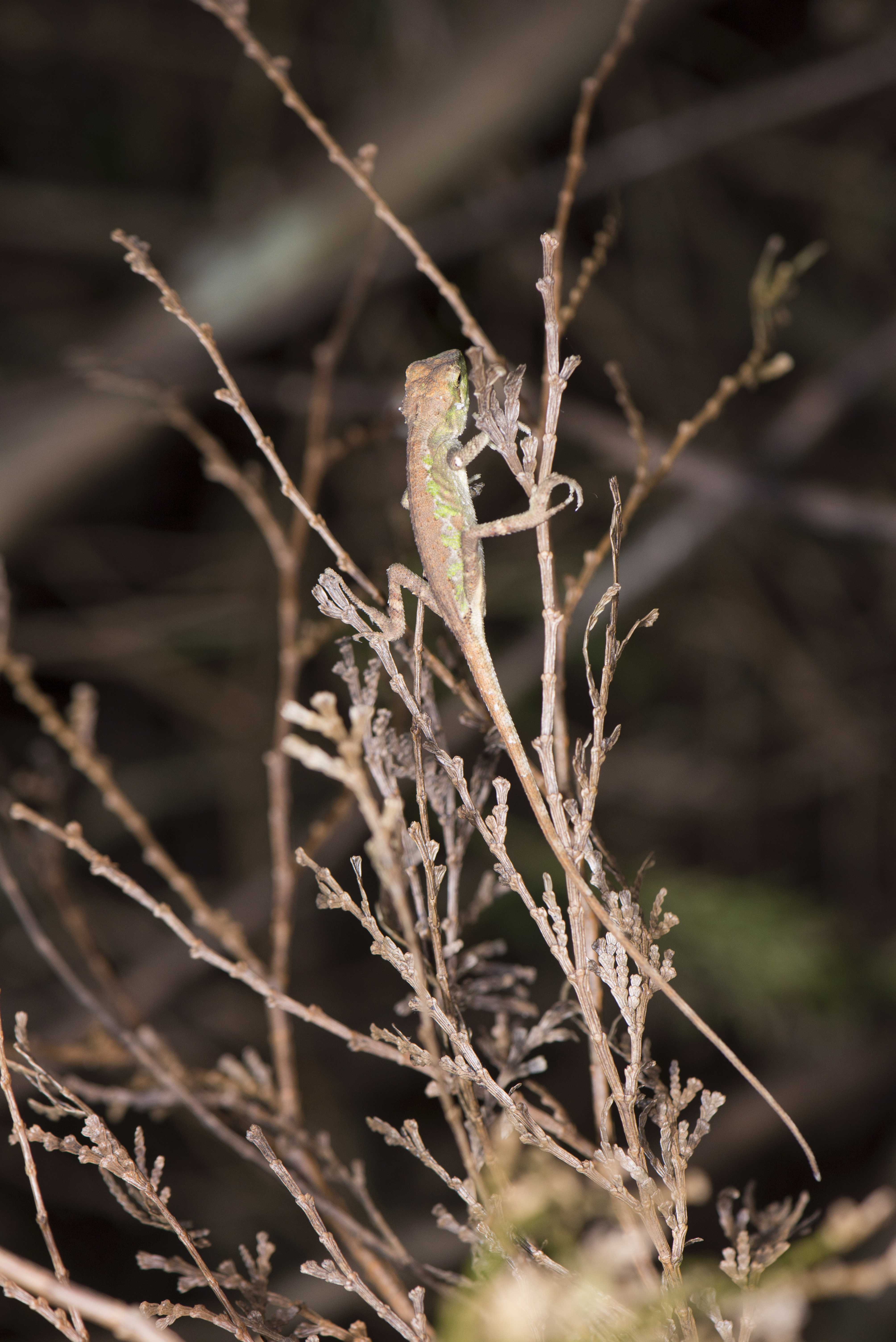
Diploderma makii

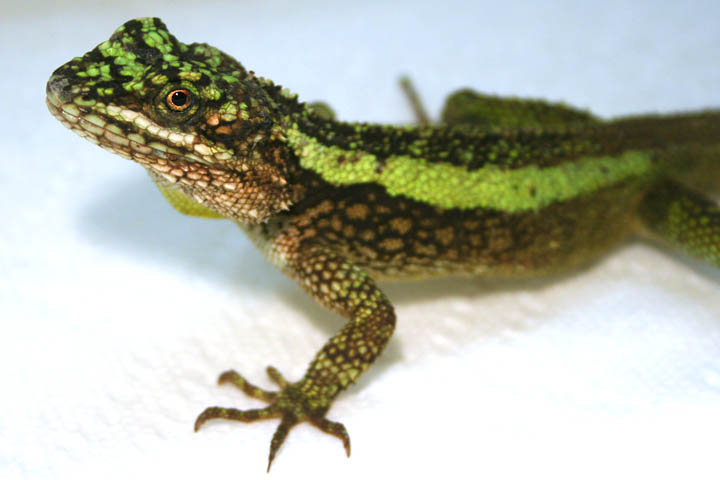
Diploderma splendidum

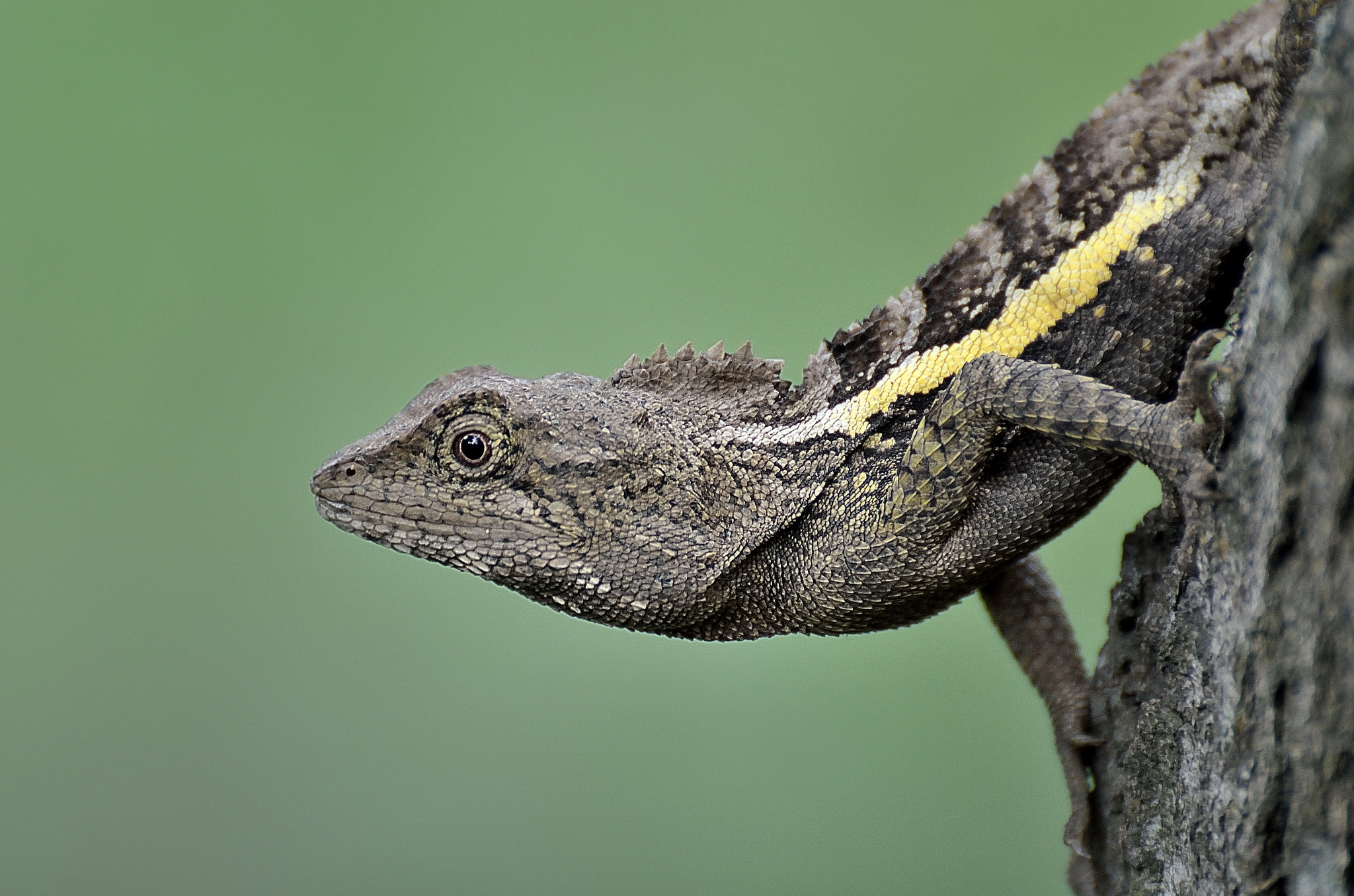
Diploderma swinhonis

- Diploderma angustelinea Wang, Ren, Wu, Che & Siler, 2020
- Diploderma aorun Wang, Jiang, Zheng, Xie, Che & Siler, 2020
- Diploderma batangense (Li, Deng, Wu & Wang, 2001)
- Diploderma bowoense Wang, Gao, Wu, Siler & Che, 2021
- Diploderma brevicauda (Manthey, Denzer, Hou & Wang, 2012)
- Diploderma brevipes (Gressitt, 1936)
- Diploderma chapaense (Bourret, 1937)
- Diploderma danbaense Liu, Hou, Ananjeva & Rao, 2023
- Diploderma daochengense Cai, Zhang, Li, Du, Xie, Hou, Zhou & Jiang, 2022
- Diploderma donglangense Liu, Hou, Ananjeva & Rao, 2023
- Diploderma drukdaypo (Wang, Ren, Jiang, Zou, Wu, Che & Siler, 2019)
- Diploderma dymondi (Boulenger, 1906)
- Diploderma fasciatum (Mertens, 1926)
- Diploderma flaviceps (Barbour & Dunn, 1919)
- Diploderma flavilabre Wang, Che & Siler, 2020
- Diploderma formosgulae Wang, Gao, Wu, Dong, shi, Qi, Siler & Che, 2021
- Diploderma grahami (Stejneger, 1924)
- Diploderma hamptoni (Smith, 1935)
- Diploderma iadinum (Wang, jiang, Siler & Che, 2016)
- Diploderma jiulongense Liu, Hou, Ananjeva & Rao, 2023
- Diploderma kangdingense Cai, Zhang, Li, Du, Xie, Hou, Zhou & Jiang, 2022
- Diploderma laeviventre (Wang, Jiang, Siler & Che, 2016)
- Diploderma limingense Liu, Hou, Rao & Ananjeva, 2022
- Diploderma luei (Ota, Chen & Shang, 1998)
- Diploderma makii (Ota, 1989)
- Diploderma menghaiense Liu, Hou, Wang, Ananjeva & Rao, 2020
- Diploderma micangshanense (Song, 1987)
- Diploderma ngoclinense (Ananjeva, Orlov & Nguyen, 2017)
- Diploderma panchi Wang, Zheng, Xie, Che & Siler, 2020
- Diploderma panlong Wang, Che & Siler, 2020
- Diploderma polygonatum Hallowell, 1861
- Diploderma qilin Wang, Ren, Che & Siler, 2020
- Diploderma shuoquense Liu, Hou, Rao & Ananjeva, 2022
- Diploderma slowinskii (Rao, Vindum, Ma, Fu & Wilkinson, 2017)
- Diploderma splendidum (Barbour & Dunn, 1919)
- Diploderma swild Wang, Wu, Jiang, Chen, Miao, Siler & Che, 2019
- Diploderma swinhonis (Günther, 1864)
- Diploderma tachengense Liu, Hou, Ananjeva & Rao, 2023
- Diploderma varcoae (Boulenger, 1918)
- Diploderma vela (Wang, Jiang & Che, 2015)
- Diploderma xinlongense Cai, Zhang, Li, Du, Xie, Hou, Zhou & Jiang, 2022
- Diploderma yangi Wang, Zhang & Li, 2022
- Diploderma yongshengense Liu, Hou, Rao & Ananjeva, 2022
- Diploderma yulongense (Manthey, Denzer, Hou & Wang, 2012)
- Diploderma yunnanense (Anderson, 1878)
- Diploderma zhaoermii (Gao & hou, 2002)

## Gefährdung
Die IUCN stuft Stand 2023 die Art D. luei als stark gefährdet („Endangered“) ein sowie D. brevipes und D. makii als gefährdet („Vulnerable“). Darüber hinaus sind die Arten D. iadinum und D. polygonatum potentiell gefährdet („Near Threatened“). Alle anderen Arten mit ausreichender Datengrundlage wurden als nicht gefährdet („Least Concern“) eingestuft.